# Хронологія світових рекордів з бігу на 400 метрів з бар'єрами серед чоловіків
Світові рекорди з бігу на 400 метрів з бар'єрами серед чоловіків визнаються Світовою легкою атлетикою з-поміж результатів, показаних легкоатлетами на відповідній дистанції на біговій доріжці стадіону, за умови дотримання встановлених вимог.

## Хронологія рекордів
| Результат                              | Атлет                       | Місто змагань | Дата змагань | Примітки    | Відео            |
| -------------------------------------- | --------------------------- | ------------- | ------------ | ----------- | ---------------- |
| 55,0                                   | Чарльз Бекон США            | Лондон        | 22.07.1908   |             |                  |
| 54,0                                   | Френк Луміс США             | Антверпен     | 16.08.1920   |             |                  |
| 53,8                                   | Стен Петтерссон Швеція      | Коломб        | 04.10.1925   |             |                  |
| 52,0                                   | Морган Тейлор США           | Філадельфія   | 04.07.1928   |             |                  |
| 52,0 (51,67)                           | Гленн Гардін США            | Лос-Анджелес  | 01.08.1932   |             |                  |
| 51,8                                   | Гардін                      | Мілвокі       | 30.06.1934   |             |                  |
| 50,6                                   | Гардін                      | Стокгольм     | 26.07.1934   |             |                  |
| 50,4                                   | Юрій Літуєв СРСР            | Будапешт      | 20.09.1953   |             |                  |
| 49,5                                   | Гленн Девіс США             | Лос-Анджелес  | 29.06.1956   |             |                  |
| 49,2                                   | Девіс                       | Будапешт      | 06.08.1958   |             |                  |
| 49,1                                   | Рекс Коулі США              | Лос-Анджелес  | 13.09.1964   |             |                  |
| 48,8 (48,94)                           | Джефф Вандерсток США        | Ехо Самміт    | 11.09.1968   |             |                  |
| 48,1 (48,12)                           | Дейв Гемері Велика Британія | Мехіко        | 15.10.1968   |             |                  |
| 47,8 (47,82)                           | Джон Акії-Буа Уганда        | Мюнхен        | 02.09.1972   |             |                  |
| 47,64                                  | Едвін Мозес США             | Монреаль      | 25.07.1976   |             |                  |
| 47,45                                  | Мозес                       | Вествуд       | 11.06.1977   |             |                  |
| 47,13                                  | Мозес                       | Мілан         | 03.07.1980   |             |                  |
| 47,02                                  | Мозес                       | Кобленц       | 31.08.1983   |             |                  |
| 46,78                                  | Кевін Янг США               | Барселона     | 06.08.1992   |             |                  |
| 46,70                                  | Карстен Варгольм Норвегія   | Осло          | 01.07.2021   | [ 1 ] [ 2 ] | Відео на YouTube |
| 45,94                                  | Варгольм                    | Токіо         | 03.08.2021   | [ 3 ] [ 4 ] | Відео на YouTube |
| 3 роки, 236 днів від дати встановлення |                             |               |              |             |                  |